# 金光隧道
金光隧道（前称“金光东隧道”、“新造隧道”）是中国广东省广州市的一条南北向过江隧道，北起于广州大学城外环路，下穿珠江新造水道，南接滨河路与南大干线。规划左线全长2430米，右线全长2710米，双向四车道，设计行车速度30公里每小时；于2024年9月1日通车。
隧道总投资约22.48亿元，于2017年10月13日开工建设，2024年8月完工。是番禺区当地第一条自行组织建设的水下隧道，亦是中国内地采用移动干坞施工规模最大的沉管法隧道。建成后有望实现缩短“廣州大學城、廣州國際生物島、廣州國際創新城（广州大学城二期南岸校区）等地的行车距离”。

## 历史
2017年10月13日，金光东隧道项目动工建设。
2019年5月5日，首节沉管（E6管节）成功浮运。
2020年4月3日，首节沉管（E6管节）水中沉放及下水对接安装完成，项目正式进入沉管安装阶段。
2022年5月16日，最后一节管节（E4管节）浮运至新造寄放区。
2023年1月3日，第三个管节(E1管节）成功对接安装。
2023年11月25日，最后一节管节（E4管节）成功沉放对接。
2024年1月30日，接头浇筑完成，隧道贯通
2024年9月1日，金光隧道通车营运。

## 未来发展
金光隧道将会延长至兴业大道。